# Pulsano

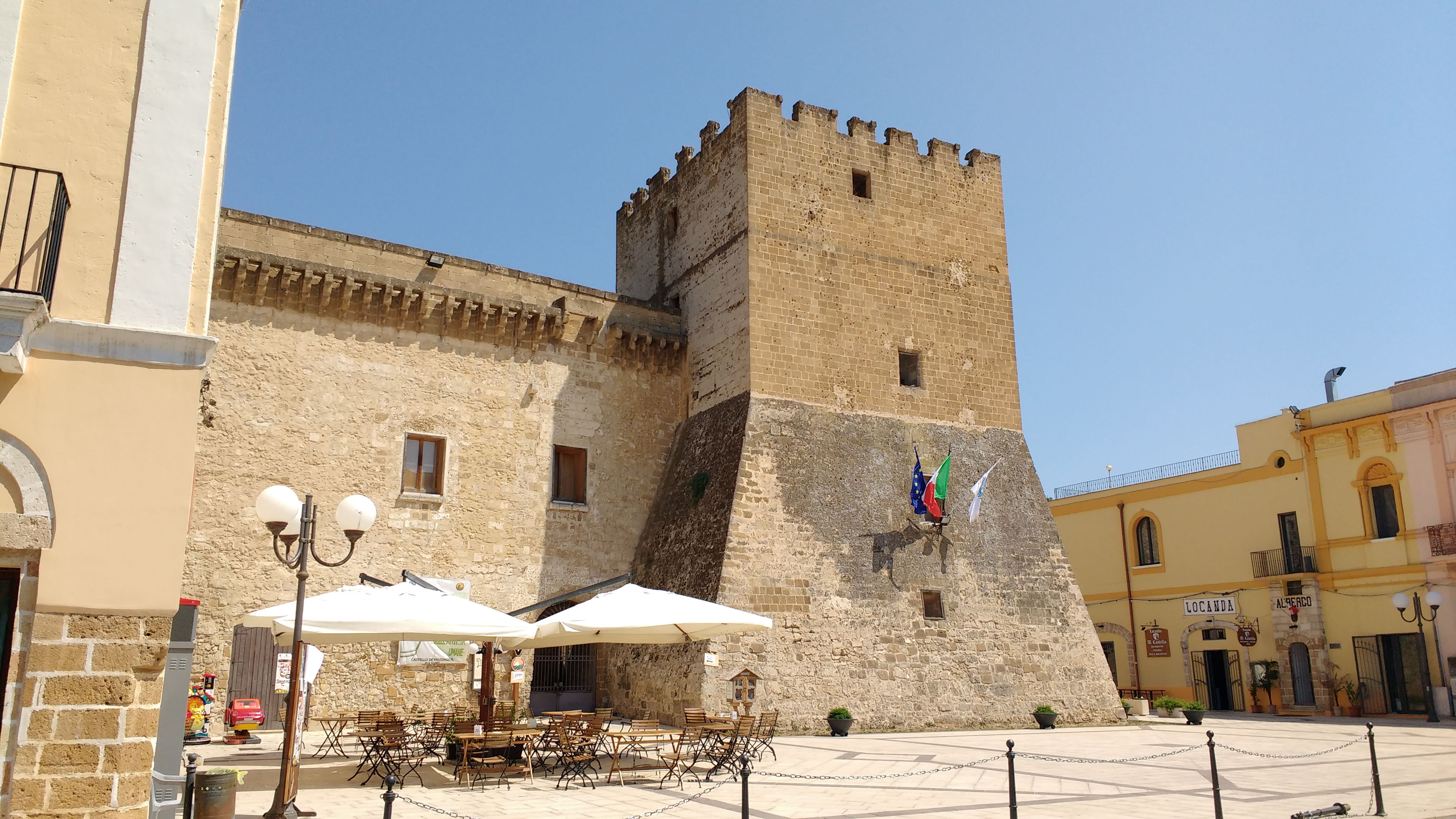
Castello De Falconibus

Pulsano (im salentinischen Dialekt auch Puzànu oder Pusànu) ist eine süditalienische Gemeinde in der Provinz Tarent in Apulien und liegt etwa 14 Kilometer südöstlich vom Stadtkern Tarents.
 Pulsano gehört zu den Gemeinden, die sich zur Unione di comuni "Terre del Mare e del Sole" zusammengeschlossen haben.
 Der Ortsteil (Fraktion) Marina di Pulsano liegt unmittelbar am Golf von Tarent am Ionischen Meer, etwa 4 Kilometer südlich des Stadtzentrums von Pulsano.
Bei Marina di Pulsano, oberhalb des Strandes von Lido Silvana, befindet sich Torre Castelluccia, ein Name, der sowohl einen Turm aus dem 16. Jahrhundert bezeichnet, der Teil eines Verteidigungsnetzes aus 14 an der Küste gelegenen Türmen in dieser Region war, als auch eine bei dem Turm entdeckte und teilweise erforschte vorgeschichtlichen Siedlung. Diese bestand von der mittleren italischen Bronzezeit bis in die frühe Eisenzeit (ungefähr vom 15./14. Jahrhundert v. Chr. bis ins frühe 1. Jahrtausend v. Chr.).

## Söhne und Töchter
- Angelo Raffaele Panzetta (* 1966), römisch-katholischer Erzbischof von Lecce

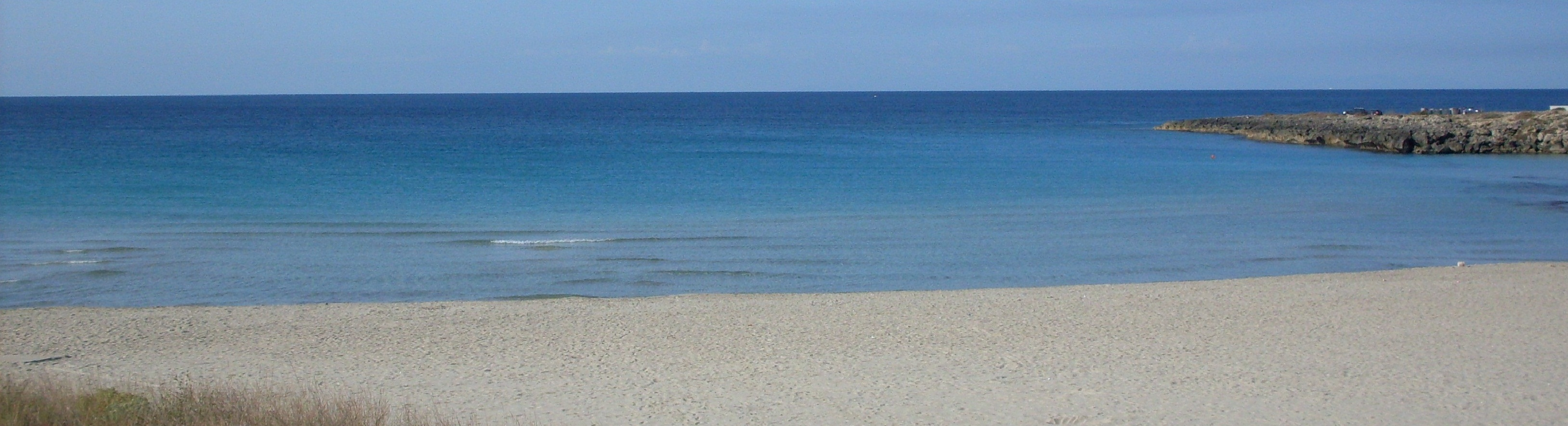
Blick aufs Meer bei Marina di Pulsano